# Instituto Jorge A. Sabato

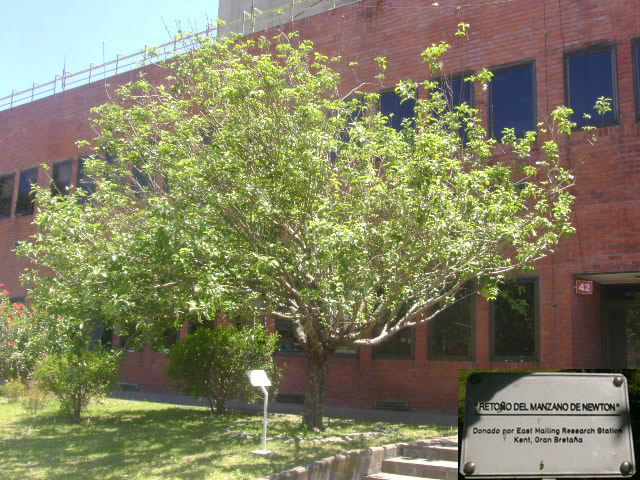
Retoño del Manzano de Newton ubicado en los jardines del Instituto Sabato.

El Instituto Jorge A. Sabato es una entidad académica argentina de alto nivel. El Instituto Sabato es un programa educativo dependiente de la Comisión Nacional de Energía Atómica (CNEA) y la Universidad Nacional de General San Martín, tal como el Instituto Balseiro y el Instituto de Tecnología Nuclear Dan Beninson.
Su nombre se debe a Jorge Alberto Sabato, impulsor en la década del 50 de un polo en metalurgia con sede en la Comisión Nacional de Energía Atómica. 
Todos los estudiantes tanto de la carrera de grado como de las maestrías y doctorados son becados por la propia comisión o por empresas y fundaciones como Fundación YPF o Techint.
Algunas materias se cursan en el INTI y todos los años los alumnos de la carrera hacen una pasantía de un mes en alguna institución de investigación o empresa.
Está localizado en el Centro Atómico Constituyentes y sus estudiantes tienen acceso a la biblioteca "Eduardo J. Savino".

## Oferta Académica

### Carreras de grado
- Ingeniería de Materiales (Con la máxima acreditación de CONEAU, seis años.[1])

### Posgrados
- Maestría en Ciencia y Tecnología de Materiales (Acreditada con el máximo nivel: A[2])

- Doctorado en Ciencia y Tecnología, mención materiales (Acreditado con el máximo nivel: A[3])

- Doctorado en Ciencia y Tecnología, mención física  (Acreditado con el máximo nivel: A[4])

- Doctorado en Astrofísica (Acreditado con el máximo nivel: A)

- Especialización en ensayos no destructivos (Acreditado con el máximo nivel: A)